# Kolonie van de Internationale Broederschap
De Internationale Broederschap was een groep van christen-anarchisten. 
De Nederlands gebleven Broederschap had binnenlandse kolonisatie als eerste streven: het gezamenlijk in gelijkheid en broederschap ondernemen van landbouw en nijverheid (in de geest van Jezus Christus, luidde de statutaire doelstelling). De broederschap was op anarchistische en communistische leest geschoeid. De leden waren Tolstojanen die leefden voor hun idealen als pacifisme, antimilitarisme, vrij huwelijk en verwerping van alle staatsdwang. Zelfs het gezag van Christus werd door hen niet aanvaard. Ze leefden ‘in de geest van Christus’ maar niet volgens zijn leer en lieten zich leiden door hun eigen geweten. De leden leefden vaak als geheelonthouder, vegetariër, niet-roker en waren vaak tegenstanders van de dienstplicht.

## Kolonie

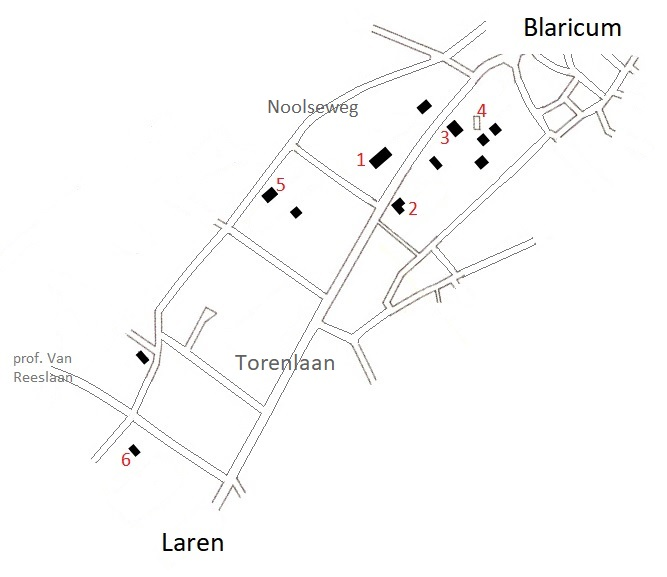
Ligging van de kolonie.
1.koloniehuis 2.drukkerij Vrede 3.bakkerij 4.druivenkas 5.woning architect Rueter 6. woning prof. Van Rees

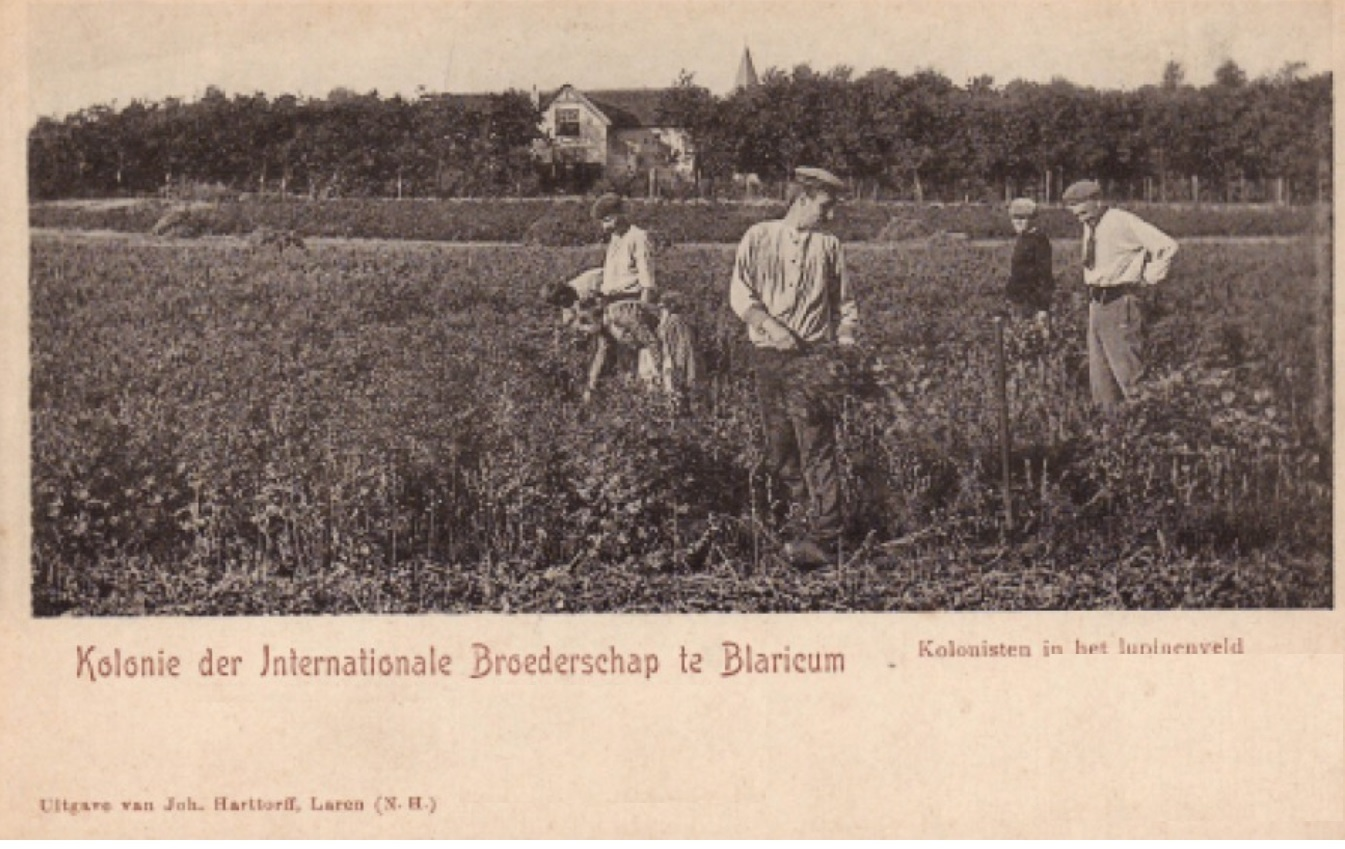
Kolonisten in het lupinenveld

Vroege socialisten stelden voor om de grond te onteigenen en in gemeenschappelijk bezit te brengen. Dit kon worden bereikt door het vormen van een federatie van kolonies. De gemeenschappelijke grond kon dan bewerkt door 'proletariërs die de sloppen van de stad waren ontvlucht'. In 1898 had Frederik van Eeden zijn kolonie 'Walden' gesticht. In navolging van Walden werd de Kolonie van de Internationale Broederschap in 1899 in Blaricum opgericht door de Amsterdamse hoogleraar histologie Jacob van Rees en geestverwanten rondom het tijdschrift Vrede zoals de theoretici Johannes van der Veer, Lodewijk van Mierop, S.C. Kylstra en dominee Anne de Koe. Deze laatste hield het echter niet lang uit in de kolonie, na negen maanden vertrok hij samen met zijn vrouw naar de kolonie Walden van Frederik van Eeden.
Van Rees ontwikkelde als Tolstojaan eigen opvattingen over de individuele ontwikkeling van de mens. Dit had in 1893 al geleid tot zijn 'Heideplan'. Dit plan voor een landbouwkolonie beschreef de ideale samenlevingsstructuur om mensen meer ontwikkelingsmogelijkheden te bieden. Jacob van Rees was een geestverwant van Van Eeden en verschafte geld voor de land- en tuinbouwkolonie maar bleef zelf in zijn Larense villa wonen. 
Ook kocht Van Rees 14 hectare bouwland met hakhout aan weerszijden van de zandweg tussen Blaricum en Laren. 
Op 17 juni 1900 werd het koloniehuis feestelijk geopend. Op het terrein stond onder andere een bakkerij. Van de bewoners had alleen de landbouwer Spoor ervaring met het verbouwen van aardappelen, graan, peulvruchten en groente. De grond was echter schraal en kon door de vegetariërs niet met koemest worden verbeterd. 
De kolonie kende maar weinig vakmensen en zeker weinig vakmensen die de hooggestemde opvattingen van de oprichters ten volle deelden. Doordat het land weinig opbracht, moesten de inkomsten worden aangevuld met schenkingen. 
Toen enkele bewoners na enkele jaren vertrokken werd besloten om niet langer samen in het koloniehuis te wonen, maar verspreid over de kolonie. Voor de tuin bleek minder ruimte nodig dan de aangekochte 10 hectare. Door de verkoop van vijf hectare grond werd in 1902 de bouw mogelijk van kassen en aparte huizen voor de kolonisten. In 1901 werd een limonadefabriekje opgericht, waar limonadesiropen werden gemaakt. Schuin tegenover het koloniehuis verrees een houten gebouwtje met de werk- en leefruimten ten behoeve van drukkerij Vrede. De medewerkers Ortt en Van Mierop sliepen boven, op de begane grond was de zetterij, de drukkerij en later de binderij, een bibliotheek, een kantoortje en de eetkamer. Boven waren zes eenvoudige kamertjes voor de medewerkers. De door architect Theo Rueter en Lindeyer opgerichte timmergroep, stond financieel en bestuurlijk los van de Broederschap. Ook kwam er in 1903 een Humanitaire School waarbij afspraken werden gemaakt met de kolonie Walden, die net als de kolonie lid was van het Gemeenschappelijk Grondbezit. De school werd gevestigd in het huis van Van Rees, net over de grens met Laren. Vanuit de doelstelling van de broederschap kregen de leerlingen individueel onderwijs om zo hun mogelijkheden zo goed mogelijk te ontwikkelen.
Tijdens de spoorwegstaking van 1903 werden er vergaderingen van het stakingscomité op de kolonie gehouden. Dit was een doorn in het oog van de bevolking van Laren en Blaricum, die deze rode 'grasvreters' (vegetariërs) en 'naaktlopers' (men droeg geen hoed en soms zelfs geen sokken!) toch al wantrouwde. Een dronken menigte kwam brand stichten in de koloniegebouwen. De anarchistische kolonisten moesten onder bescherming van de gewapende overheidsmacht de benen nemen.

## Ondergang in 1911
Het gewapend beschermen van de kolonie strookte niet met de beginselen van de kolonisten. Het had als gevolg dat, de drukkerijgroep naar Amersfoort vertrok. Toen enkele leden van de tuinbouwgroep niet meer volgens de beginselen wilden leven stapte Kijlstra op. Van Rees deed nog pogingen om een nieuwe tuinbouwgroep te vormen met enkele vrije socialisten uit Friesland die ervaring hadden met tuinbouw. Dezen onderschreven echter niet de idealen van de kolonie. De bakkerij was wel een succes, door bakker Enzlin werd wekelijks twee- tot drieduizend sportbeschuiten en een hoeveelheid brood gebakken. Dit bleek echter onhoudbaar in de kleine oven in de bijkeuken van het koloniehuis. Na een conflict met bakker Enzlin werd de koloniebakkerij in 1906 overgedragen aan een nieuwe bakker. Enzlin begon in Blaricum een eigen bakkerij. De verkoop van erwten, aardappelen, asperges en fruit was echter te gering. De kolonie bleef financieel afhankelijk van Van Rees en schenkingen. Een goede tuinopbrengst bleek alleen haalbaar met koeienmest, maar het kapitalistisch streven naar winst was niet verenigbaar met de uitgangspunten van de Internationale broederschap. De kolonie van Internationale Broederschap werd in maart 1911 opgeheven.
Op de plek van de kolonie werd later het verzorgingshuis De Beukelaar gebouwd. De straatnamen Prof. Van Reeslaan en Koloniepad herinneren nog aan de tijd van de Broederschap.

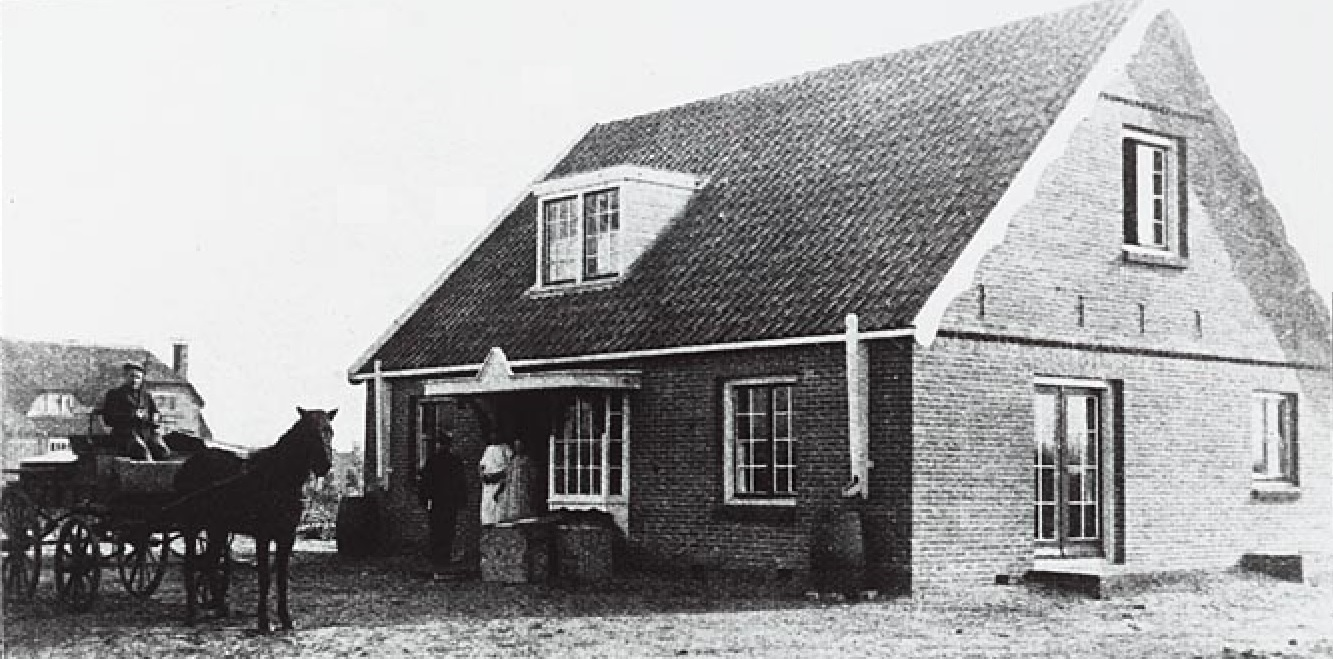
Bakkerij
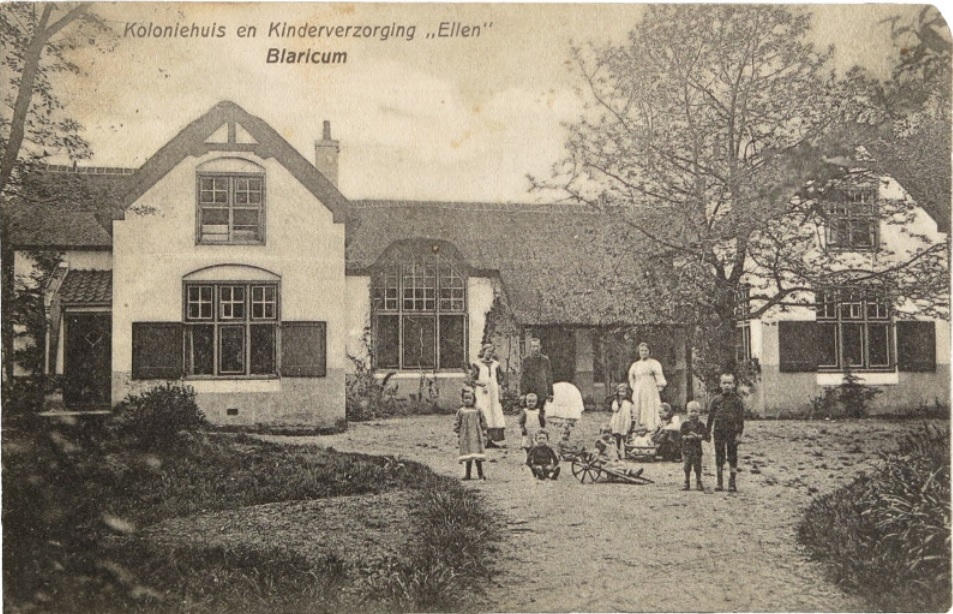
Koloniehuis
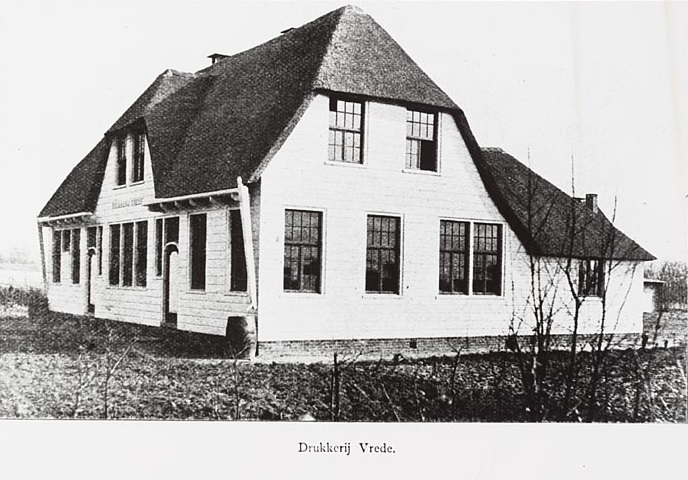
Drukkerij
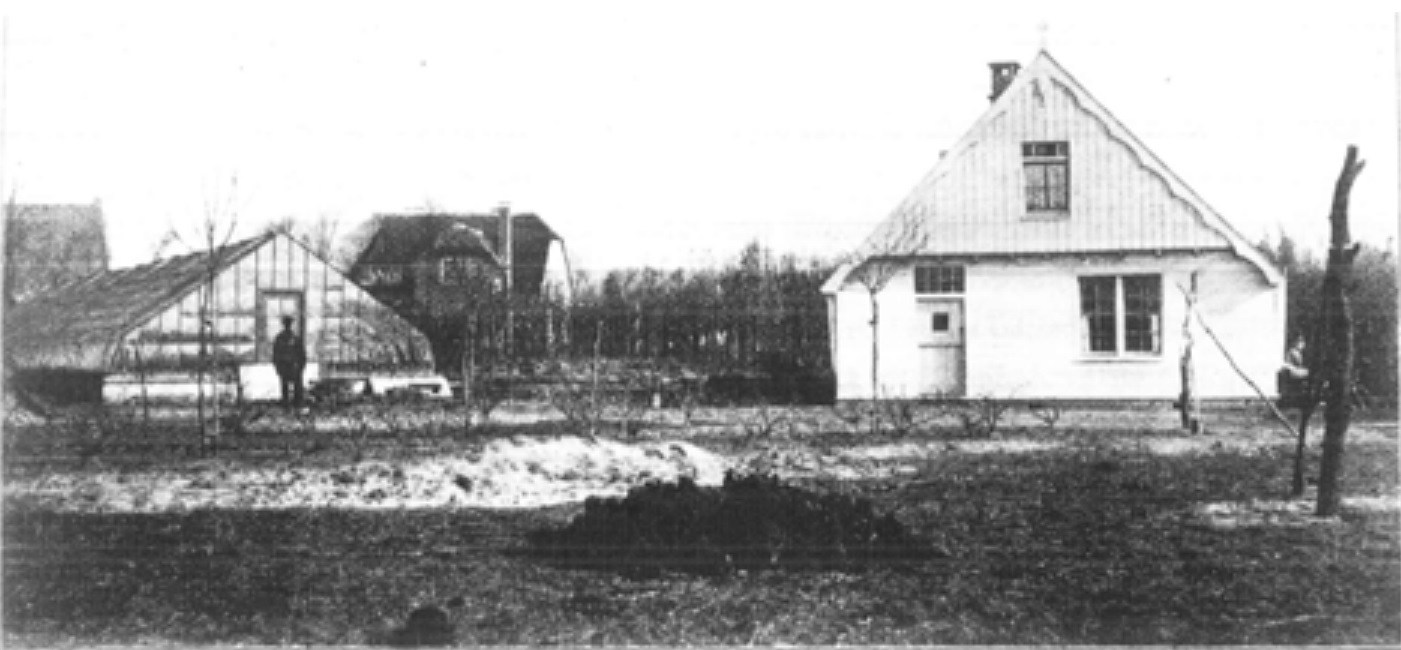
druivenkas
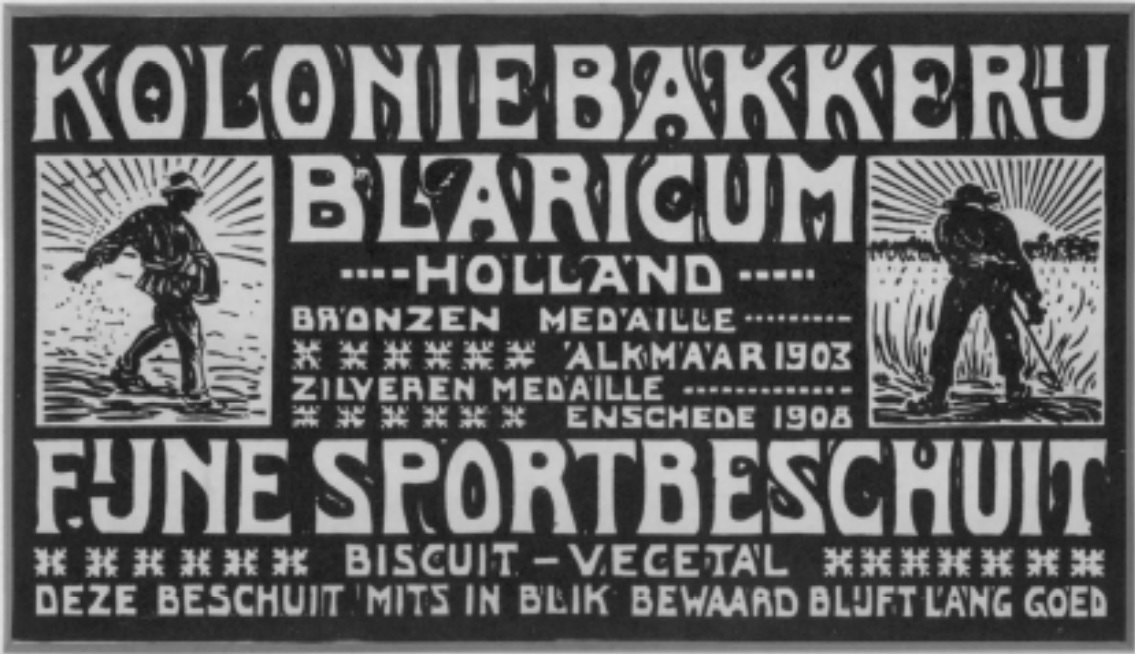
reclame voor Sportbeschuit
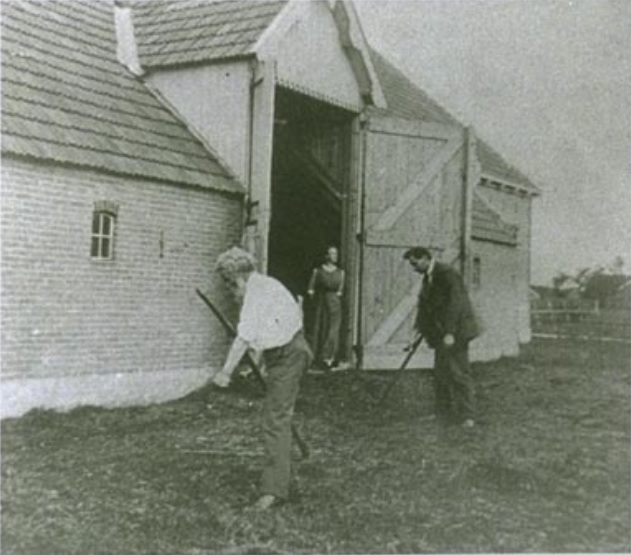
Van Rees in de kolonie

## Betrokkenen bij de broederschap
- Sibillus Catharinus Kylstra
- Lodewijk van Mierop
- Felix Ortt
- Johannes van der Veer
- Adya van Rees